# 中央地理隊
中央地理隊（ちゅうおうちりたい）は、陸上自衛隊東立川駐屯地（東京都立川市）に駐屯していた防衛大臣直轄部隊の一つで2007年（平成19年）3月27日に廃止され中央情報隊地理情報隊へ改編された。

## 概要
陸上自衛隊の部隊が作戦を実施する際に必要な地理情報などの収集・作成、海上自衛隊や航空自衛隊、国土地理院などに対する支援を主任務としていた。

## 沿革
第101測量大隊
- 1954年（昭和29年）9月25日：第101測量大隊が第502測量中隊（福知山駐屯地）と第565地図中隊（舞鶴駐屯地）を統合し、旧立川駐屯地（現：東立川駐屯地）に新編[1]。
- 1995年（平成07年）3月27日：第101測量大隊（東立川駐屯地）が廃止。

中央地理隊
- 1995年（平成07年）3月28日：第101測量大隊を改編し、中央地理隊が東立川駐屯地に新編。電子地図中隊を新編し4個中隊編成となる。
- 2007年（平成19年）
  - 1月9日：防衛省への昇格に伴い防衛大臣直轄部隊となる。
  - 3月27日：中央地理隊（東立川駐屯地）が中央情報隊地理情報隊への改編に伴い廃止。

## 廃止時の部隊編成
- 中央地理隊本部
- 本部管理中隊
- 写真測図中隊
- 複製中隊
- 電子地図中隊

| 代 | 氏名     | 在任期間              | 出身校・期            | 前職                          | 後職                                                        |
| -- | -------- | --------------------- | --------------------- | ----------------------------- | ----------------------------------------------------------- |
| 01 | 筧隆保   | 1995.3.28 - 1997.3.25 | 防大12期              | 西部方面総監部調査部長        | 陸上自衛隊施設補給処副処長                                  |
| 02 | 水野旭   | 1997.3.26 - 1999.3.22 | 防大14期              | 第4施設群長                   | 陸上自衛隊少年工科学校勤務 →1999.4.1 同校副校長 兼 企画室長 |
| 03 | 森川啓二 | 1999.3.23 - 2001.7.31 | 防大13期              | 第4施設団副団長               | 退職（陸将補昇任）                                          |
| 04 | 紫村敬二 | 2001.8.1 - 2003.11.30 | 防大18期              | 第5施設群長 兼 高田駐屯地司令 | 陸上自衛隊幹部候補生学校教育部長                            |
| 05 | 西村良雄 | 2003.12.1 - 2005.7.31 | 福岡大学・ 昭和53年卒 | 自衛隊帯広地方連絡部長        | 第3施設団副団長                                             |
| 06 | 三浦弘二 | 2005.8.1 - 2007.3.27  | 防大24期              | 陸上自衛隊小平学校企画室長    | 地理情報隊長                                                |